# Partido Berisso
Berisso ist ein Partido am Río de la Plata der Provinz Buenos Aires in Argentinien. Sie wurde 1994 aus Teilen des Partido Magdalena geschaffen. Laut einer Zählung von 2021 hat der Partido rund 101.263 Einwohner auf 135 km². Der Verwaltungssitz ist die Ortschaft Berisso. Der Partido ist Teil des Großraum La Plata.

## Orte
- Berisso
- Villa Progreso
- Villa San Carlos
- Villa Independencia
- Barrio El Carmen Este
- Villa Dolores
- Villa Argüello
- Villa Zula
- Barrio Banco Provincia
- Villa Nueva
- Barrio Universitario
- Los Talas
- Palo Blanco
- Villa Banco Constructor
- Los Catorce